# Vesmírná kapela
Vesmírná Kapela (VeKa) je společenství mladých křesťanů působící zároveň jako kapela. Má asi 30 členů a jejím sídlem je Diecézní centrum života mládeže Vesmír v Deštném v Orlických horách. Složení je nestálé a repertoár skupiny zahrnuje většinu hudebních žánrů.

## Historie
Kapela byla založena roku 2000 a navazuje na historii tzv. diecézních kapel, která sahá až k roku 1991. Od svého počátku především hrála na bohoslužbách a mládežnických setkáních. Zprvu hrála dlouhý čas převzaté písně. Dnes pokračuje v produkci své tvorby a tradici hraní k potřebám diecéze. Každý rok zpravidla hraje na Diecézním sekání mládeže v Hradci Králové, kde i představuje svou tvorbu.

## Diskografie

### Alba
| Rok  | Název             | Kapelník        |
| 2002 | Řeka radosti      | Jiří Šimon      |
| 2003 | Zajeď na hlubinu  | Jiří Šimon      |
| 2005 | Bůh je síla má    | Jiří Šimon      |
| 2007 | Chci jít za Tebou | Filip Kovář     |
| 2010 | Hledejte          | Miroslav Špelda |
| 2018 | Neodcházej        | Frenky Střasák  |

### 2002 –Řeka Radosti
Seznam písní: Jak dobré je; Jen Ty, Pane můj, Maria; Netrapte se žádnou starostí, Mnohem dřív, Řeka radosti, Slunce Kristovi lásky, Svorni jsme, Teď skryjme se v Pánu, Tvůj Pán, Úžasná láska, Všichni jako ovce, Vzácný jsi.
První album obsahující 13 převzatých písní má počátek na Celostátním setkání mládeže ve Žďáru nad Sázavou Ostravské studio Telepace tehdy kapele nabídlo, zda by nechtěli u nich vydat album.

### 2003 – Zajeď na hlubinu
Seznam písní: Kristus vítězí, Ty jsi moj Pán, Vezmi nás Maria, Vše, co mohu dát, Rabbuni, Přemýšlej, děkuj a služ, Pro slávu svého jména, Zase k Tobě volám, Duch a nevěsta; Pane, pane; Jsme.
O rok později vzniká album živého záznamu z Celostátního setkání animátorů v Třešti obsahující už pár autorských písní od bývalého kapelního jáhna / kněze Petra Šabaky v různorodých žánrech a provedení.

### 2005 – Bůh je síla má
Seznam písní: Bůh je síla má, Možná už brzy se vrátíš, Pro slávu svého jména, Počítej s tím, Kyrie (Toronto), Namaluj mi svět, Opatrujte vaše děti, Salve Regina, Svatební, Ordinárium Kyrie, Gloria, Svatý, Tajemství víry, Beránku Boží, Propuštění, Nestarejte se příliš, Haleluja zpívej, Osvoboď nás pravdou, Bonus Track.
Ve spolupráci s hudebním vydavatelstvím Rosa vydávají Bůh je síla má. S nejvyšším počtem tracků si získalo mnoho posluchačů. Objevuje se zde poprvé ordinárium a píseň ze Světových dní mládeže v Torontu 2002. Je poslední ve vedení kapelníka Jiřího Šimona. Bylo stvořeno v pražském studiu Jiřího Maška (nynějším Good Day Records)

### 2007 – Chci jít za Tebou
Seznam písní: Zvednem se a jedem, Hledám Tvoji tvář, Jsem, Duchem Svatým, Rozžíhá, Blíž, Pane, blíž, Proč jen mlčíš, Pane, Kříž, Zachraň mě, Bože, Ježíš je má skála, Shlédni dnes, Haleluja ať zní, Zůstaň, Příjď království Tvé.
Slova nazvu album Chci jít za tebou jsou vyňaty z textu písně Hledám tvoji tvář. Jedná se o projekt opět ve spolupráci s vydavatelstvím Rosa, který je z části točen živě na koncertech a z části dotáčen studiově.

### 2013 – Hledejte
Seznam písní: Alleluja (acapella), Žalm, Abakuk, Alegria, Aleluja, Ave Maria, Byl člověk jako já, Chci Pane chválit Tě, Hymna, Má duše, Můj králi, Přinášíme Otče, Tys můj skalní štít, Zase k Tobě volám, Hledejte nejprve Boží království
S rokem 2013 dává kapela spolu s Rosa Music vznik v řadě pátému CD opět v masterové režii Goodday Records jako vzpomínku na Celostátní setkání mládeže ve Žďáru nad Sázavou v roce 2012.

### 2018 – Neodcházej
Seznam písní: Pán volá nás, Můj Pane a Králi, Láska a odpuštění; Chválu Tobě Vzdám; Nejsem sám, Hvězdy na nebi, Matko Maria, Procitnutí, Klečím před tvou tváří, Neodcházej, Kdo ví.
V září 2018 se v pražském studiu Good Day Records rodí album s 11 kompletně autorskými písněmi. Na tvorbě se podíleli: kytarista Martina Filip, zpěvák Tonda Vlach, a taky kapelník Frenky Střasák. Spolu s albem vychází i zpěvník s těmito písněmi.